# Schottische Badminton-Juniorenmeisterschaft
Schottische Badminton-Juniorenmeisterschaften werden seit der Saison 1969/1970 ausgetragen.

## Die Titelträger
| Saison    | Herreneinzel        | Dameneinzel       | Herrendoppel                        | Damendoppel                           | Mixed                              |
| --------- | ------------------- | ----------------- | ----------------------------------- | ------------------------------------- | ---------------------------------- |
| 1970      | Anthony Dawson      | Alison Reid       | John Britton Ian Sharp              | Jacqueline Blackstock Elsie MacGregor | John Britton Christine Heatly      |
| 1971      | Gordon Hamilton     | Annabel Blyth     | Alan Gilliland Gordon Hamilton      | Anne Johnstone Joyce Rait             | Gordon Hamilton Annabel Blyth      |
| 1972      | Gordon Hamilton     | Anne Johnstone    | Alan Gilliland Gordon Hamilton      | Anne Johnstone Joyce Rait             | Gordon Hamilton Anne Johnstone     |
| 1973      | Gordon Hamilton     | Anne Johnstone    | Alan Gilliland Gordon Hamilton      | Christine Heatly Anne Johnstone       | Gordon Hamilton Anne Johnstone     |
| 1974      | Michael Tigar       | Elizabeth Adam    | Billy Gilliland Michael Tigar       | Elizabeth Adam Alison Bryson          | Billy Gilliland Susan Hempsey      |
| 1975      | Billy Gilliland     | Alison Bryson     | Billy Gilliland Michael Reid        | Ann Drummond Susan Hempsey            | Billy Gilliland Elizabeth Adam     |
| 1976      | Charlie Gallagher   | Pamela Hamilton   | Charlie Gallagher Lawrie Rumgay     | Ann Drummond D. Stormont              | Charlie Gallagher Linda Gardner    |
| 1977      | Colin Ross          | Pamela Hamilton   | Alastair Baker Alastair Robertson   | Pamela Hamilton Linda Gardner         | Alastair Robertson Gill Crombie    |
| 1978      | Alex White          | Joy Reid          | Brian Stewart Robert Pattison       | Joy Reid Gill Crombie                 | Alastair Baker Joy Reid            |
| 1979      | Alex White          | Lynn Clemets      | Ross Gladwin Alex White             | Lynn Clemets Gillian Ross             | Iain Pringle Lynn Clements         |
| 1980      | Kenny Middlemiss    | Gillian Martin    | Kevin Stangoe Tom Moore             | Jill Barrie Gillian Ross              | Tom Moore Susan Bell               |
| 1981      | Kevin Stangoe       | Gillian Martin    | Steven Thomson Steven Clark         | Gillian Martin Susan Bell             | Arnot Hutcheson Carol Summers      |
| 1982      | Anthony Gallagher   | Jennifer Allen    | Gary Stangoe Chris Andrew           | Susan Bell Elinor Allen               | Kenny Middlemiss Susan Bell        |
| 1983      | Chris Andrew        | Jennifer Allen    | Alan McMillan Stuart Howie          | Jennifer Allen Fiona Stark            | Craig Douglas Jennifer Allen       |
| 1984      | Gary Stangoe        | Aileen Nairn      | Gary Stangoe Russell Hogg           | Elinor Allen Aileen Nairn             | Gary Stangoe Elinor Allen          |
| 1985      | Alan McMillan       | Aileen Nairn      | Alan McMillan Russell Hogg          | Elinor Allen Aileen Nairn             | Russell Hogg Elinor Allen          |
| 1986      | Jim Mailer          | Anne Gibson       | Paul Hulme Russell Hogg             | Julia Anderson Catriona Halliday      | Russell Hogg Catriona Halliday     |
| 1987      | Jim Mailer          | Anne Gibson       | Jim Mailer David Ross               | Jennifer Brown Anne Gibson            | David Gilmour Jillian Haldane      |
| 1988      | David Gilmour       | Kerry McKay       | David Gilmour Gordon Haldane        | Jillian Haldane Kerry McKay           | Gordon Haldane Jillian Haldane     |
| 1989      | David Gilmour       | Hilary Watt       | David Gilmour Craig Robetson        | Alexis Blanchflower Jillian Haldane   | David Gilmour Jillian Haldane      |
| 1990      | David Gilmour       | Jillian Haldane   | Bruce Flockhard Barrie Kinnaird     | Nicola Brown Jillian Haldane          | David Gilmour Jillian Haldane      |
| 1991      | Barrie Kinnaird     | Hilary Watt       | Barrie Kinnard Leslie Dewart        | Sandra Watt Hilary Watt               | Bill Hogg Christine McArthur       |
| 1992      | Craig Lamb          | Pam Whiteford     | Craig Lamb Allan Dillon             | Helen Biggart Christine McArthur      | Alan Dillon Pam Whiteford          |
| 1993      | Colin Wilson        | Kirsteen McEwan   | Colin Dow Stephen Gough             | Kirsteen McEwan Pam Whiteford         | Donald Grieve Kirsteen McEwan      |
| 1994      | Brian Sutherland    | Kirsteen McEwan   | Colin Dow Brian Sutherland          | Jane Aitcheson Sarah Smith            | Derek Bell Kirsteen McEwan         |
| 1995      | David Forbes        | Keri Weatherhogg  | Stephen Clark Graham Paris          | Kathryn Graham Keri Weatherhogg       | Ross Lethbridge Keri Weatherhogg   |
| 1996      | Brian Sutherland    | Helen Blair       | Derek Gibb Brian Sutherland         | Helen Blair Kathryn Graham            | Brian Sutherland Helen Blair       |
| 1997      | Graham Simpson      | Fiona Sneddon     | Robert Blair David Gordon           | Helen Blair Carol Tedman              | Robert Blair Helen Blair           |
| 1998      | Robert Blair        | Fiona Sneddon     | Robert Blair Russel Hopkins         | Fiona Sneddon Carol Tedman            | Robert Blair Helen Blair           |
| 1999      | Keith Paterson      | Lindsay Reid      | Robert Blair Keith Paterson         | Judith Chisholm Wendy Craig           | Russel Hopkins Lindsay Reid        |
| 2000      | Robert Blair        | Susan Hughes      | Ewan Alexander Robert Blair         | Anna Thain Sarah Thain                | Robert Blair Fiona Sneddon         |
| 2001      | Stewart Kerr        | Sarah Thain       | Colin Hill Stewart Kerr             | Alison Laing Sarah Thain              | Andrew Bowman Sarah Thain          |
| 2002      | Jamie Neill         | Michelle Douglas  | Andrew Bowman Jamie Neil            | Dawn Anderson Michelle Douglas        | Andrew Bowman Sarah Thain          |
| 2003      | Craig Goddard       | Michelle Douglas  | Andrew Bowman Jamie Neill           | Dawn Anderson Alison Laing            | Andrew Bowman Hayley Donnelly      |
| 2004      | Calum Menzies       | Julie Boyd        | Greg Anderson Gordon Thomson        | Julie Boyd Ruth Kerr                  | Gordon Thomson Julie Boyd          |
| 2005      | Calum Menzies       | Linda Sloan       | Sean O’Farrell Andrew Simpson       | Imogen Bankier Emma Mason             | Thomas Bethell Jillie Cooper       |
| 2006      | Stuart Gilliland    | Lynne Dargie      | Thomas Bethell Stuart Gilliland     | Jillie Cooper Gillian Sloan           | Thomas Bethell Jillie Cooper       |
| 2007      | Kieran Merrilees    | Catriona Lawlor   | Thomas Bethell Paul van Rietvelde   | Jillie Cooper Gillian Sloan           | Thomas Bethell Jillie Cooper       |
| 2008      | Kieran Merrilees    | Lisa McMullen     | Paul van Rietvelde Kieran Merrilees | Catriona Lawlor Alison Marr           | Paul van Rietvelde Gillian Sloan   |
| 2009      | Martin Campbell     | Kirsty Gilmour    | Martin Campbell Angus Gilmour       | Kirsten Geals Kirsty Gilmour          | Paul van Rietvelde Gillian Sloan   |
| 2010      | Andrew Gilliland    | Kirsty Gilmour    | Patrick MacHugh Craig Morrison      | Emma Cook Caitlin Pringle             | Paul van Rietvelde Gillian Sloan   |
| 2010 2011 | Matthew Carder      | Emma Cook         | Patrick MacHugh Craig Morrison      | Hannah Laing Megan Richardson         | Matthew Carder Rebekka Findlay     |
| 2011 2012 | Josh Neil           | Rebekka Findlay   | Matthew Carder Gregor McVean        | Hannah Laing Megan Richardson         | Matthew Carder Rebekka Findlay     |
| 2012 2013 | Ben Torrance        | Rebekka Findlay   | Adam Hall Calum Stevenson           | Hannah Morrison Sophie Morrison       | Adam Hall Heather MacPherson       |
| 2013 2014 | Josh Neil           | Holly Newall      | Josh Neil Adam Hall                 | Heather MacPherson Julie MacPherson   | Adam Hall Heather MacPherson       |
| 2014 2015 | Adam Hall           | Julie MacPherson  | Alexander Dunn Adam Hall            | Hannah Morrison Sophie Morrison       | Adam Hall Julie MacPherson         |
| 2015 2016 | Alexander Dunn      | Julie MacPherson  | Christopher Grimley Matthew Grimley | Julie MacPherson Eleanor O’Donnell    | Alexander Dunn Holly Newall        |
| 2016 2017 | Alexander Dunn      | Holly Newall      | Christopher Grimley Matthew Grimley | Ciara Torrance Eleanor O’Donnell      | Matthew Grimley Toni Woods         |
| 2017 2018 | Christopher Grimley | Rachel Sugden     | Christopher Grimley Matthew Grimley | Ciara Torrance Sarah Sidebottom       | Christopher Grimley Ciara Torrance |
| 2018 2019 | Adam Pringle        | Lauren Middleton  | Jack MacGregor Matthew Grimley      | Lauren Middleton Sarah Sidebottom     | Adam Pringle Rachel Andrew         |
| 2019 2020 | Joshua Apiliga      | Rachel Sugden     | Joshua Apiliga Callum Smith         | Rachel Cameron Rachel Andrew          | Joshua Apiliga Rachel Sugden       |
| 2020 2021 | nicht ausgetragen   | nicht ausgetragen | nicht ausgetragen                   | nicht ausgetragen                     | nicht ausgetragen                  |
| 2021 2022 | Angus Meldrum       | Abbie Brooks      | Angus Meldrum Anthony McGuire       | Abbie Brooks Lindsey Ireland          | Angus Meldrum Abbie Brooks         |
| 2022 2023 | Matthew Waring      | Iona Muir         | Angus Meldrum Anthony McGuire       | Iona Muir Brooke Stalker              | Angus Meldrum Ishbel McCallister   |
| 2023 2024 | Finlay Jack         | Vibha Raman       | Evan Kenny Josh Taylor              | Ishbel McCallister Brooke Stalker     | Evan Kenny Ishbel McCallister      |
| 2024 2025 | Matthew Waring      | Katrina Chan      | Matthew Waring Lewis Coghill        | Ishbel McCallister Brooke Stalker     | Lewis Coghill Brooke Stalker       |